# 300
 Тази статия е за годината.  За числото вижте 300 (число).  